# فهرس (رواية)
فهرس رواية للروائي العراقي سنان أنطون. صدرت الرواية لأوّل مرة عام 2016 عن منشورات الجمل في بيروت. ودخلت في القائمة الطويلة للجائزة العالمية للرواية العربية لعام 2017، المعروفة باسم «جائزة بوكر العربية».

## حول الرواية
يروي الكاتب العراقي «سنان أنطون» في هذه الرواية حكاية «نمير» (راوي الحكاية)، الذي يكون في زيارة قصيرة إلى بغداد بعد الاحتلال الأمريكي للعراق عام 2003 حيث يلتقي في شارع المتنبّي، بـ«ودود»، وهو بائع كتب غريب الأطوار يعمل على مشروع موسوعي بعنوان «فهرس» يؤرّخ من خلاله للحرب بأسلوب جديد، لحظة بلحظة، لا من منظور البشر فحسب، بل الحجر والشجر والحيوان أيضًا. يُعجب نمير بـ«ودود» وبفهرسه، ويحاول أن يتواصل معه ومعرفة المزيد عنه، لكتابة رواية عنه بعد عودته إلى الولايات المتحدة. ويصاب هو الآخر بهوس الفهرس إذ يراقب وطنه يتمزّق من بعيد. فيبدأ بجمع القصاصات والصور وكل ما يتصل بالعراق بصلة. بينما يسعى «ودود»، وهو على حافة الجنون، أن يجمع شظايا وأصوات وأشباح المكان، لينقذها من النسيان.